# Luigi Ferrando
Luigi Ferrando (Acquasanta, provincia de Génova, 28 de abril de 1911-Génova, 7 de febrero de 2003) fue un deportista italiano que compitió en ciclismo en la modalidad de cyclo-cross y carretera, y fue el primero italiano en ganar el Trofeo Masferrer en 1935.
Ganó también el Giro de los Apeninos en 1938.

## Medallero internacional

### Ciclismo en ruta
| Trofeo Masferrer | Trofeo Masferrer | Trofeo Masferrer | Trofeo Masferrer |
| Año              | Lugar            | Medalla          | Competición      |
| ---------------- | ---------------- | ---------------- | ---------------- |
| 1935             | Gerona ( CAT)    | Medalla de oro   | Trofeo Masferrer |

## Palmarés en ruta
- 1932

Vencedor del Campeonato italiano de ciclocrós
- 1935

Vencedor del Campeonato italiano de ciclocrós
- 1936

Vencedor del Campeonato italiano de ciclocrós
- 1938

Vencedor del Campeonato italiano de ciclocrós
Vencedor del Giro de los Apeninos
- 1939

Vencedor del Campeonato italiano de ciclocrós